# Bawełnica wiązowo-zbożowa
Bawełnica wiązowo-zbożowa, torebnica wiązowa (Tetraneura ulmi L.) – gatunek owadów z rodziny mszycowatych. Jest szeroko rozprzestrzeniona w Azji i Europie i występuje także na licznych gatunkach traw. Gatunek pospolity.

## Morfologia
Imago ma błyszczącą, czarną głowę i tułów, odwłok naprzemiennie czarno-szary, skrzydła przezroczyste z ciemnymi, wyraźnymi pterostigmami. Istnieją różnice morfologiczne w zależności od miejsca żerowania. Forma z pokolenia wiosennego żyjąca w galasach ma ciemną głowę i nogi, a reszta ciała jest jasnozielona lub jasnoniebieska z poprzecznymi, jasnymi, woskowymi pasami na odwłoku. Forma żerująca na korzeniach ma brązową głowę, ciało o barwie od bladożółtej, przez żółtopomarańczową, do czerwono-pomarańczowej i krótki syfon. Tworzy torbielowate galasy, początkowo zielone, potem żółte, pomarańczowe, czerwone, na górnej stronie gładkie, ale liczne są także wielobarwne formy przejściowe.
Imago ma długość 1,8–2,6 mm, galasy osiągają do 12 mm wysokości.

## Tryb życia
Wiosną wylęgają się larwy z jaj złożonych jesienią. Następuje to w okresie nabrzmiewania pąków, na przełomie kwietnia i maja. Larwy początkowo żerują na powierzchni pąków, później – pomiędzy nerwami na dolnej stronie liści. Substancja znajdująca się w ich ślinie powoduje, że roślina wytwarza galas, wewnątrz którego larwy żerują. Pod koniec czerwca i na początku lipca przez szczeliny wychodzą z galasów uskrzydlone owady i przelatują na trawy. We wrześniu uskrzydlone osobniki powracają na wiązy i składają jaja pod odstającą korą wiązów. Jedna samica składa tylko jedno jajo. Zimują także bezskrzydłe larwy w korzeniach traw.
Wiosną na liściach wiązów rozwijają się tylko dwa pokolenia. Ich rozwój trwa 6 tygodni. W jednym galasie może żerować wiele mszyc – czym większy galas, tym więcej w nim owadów.

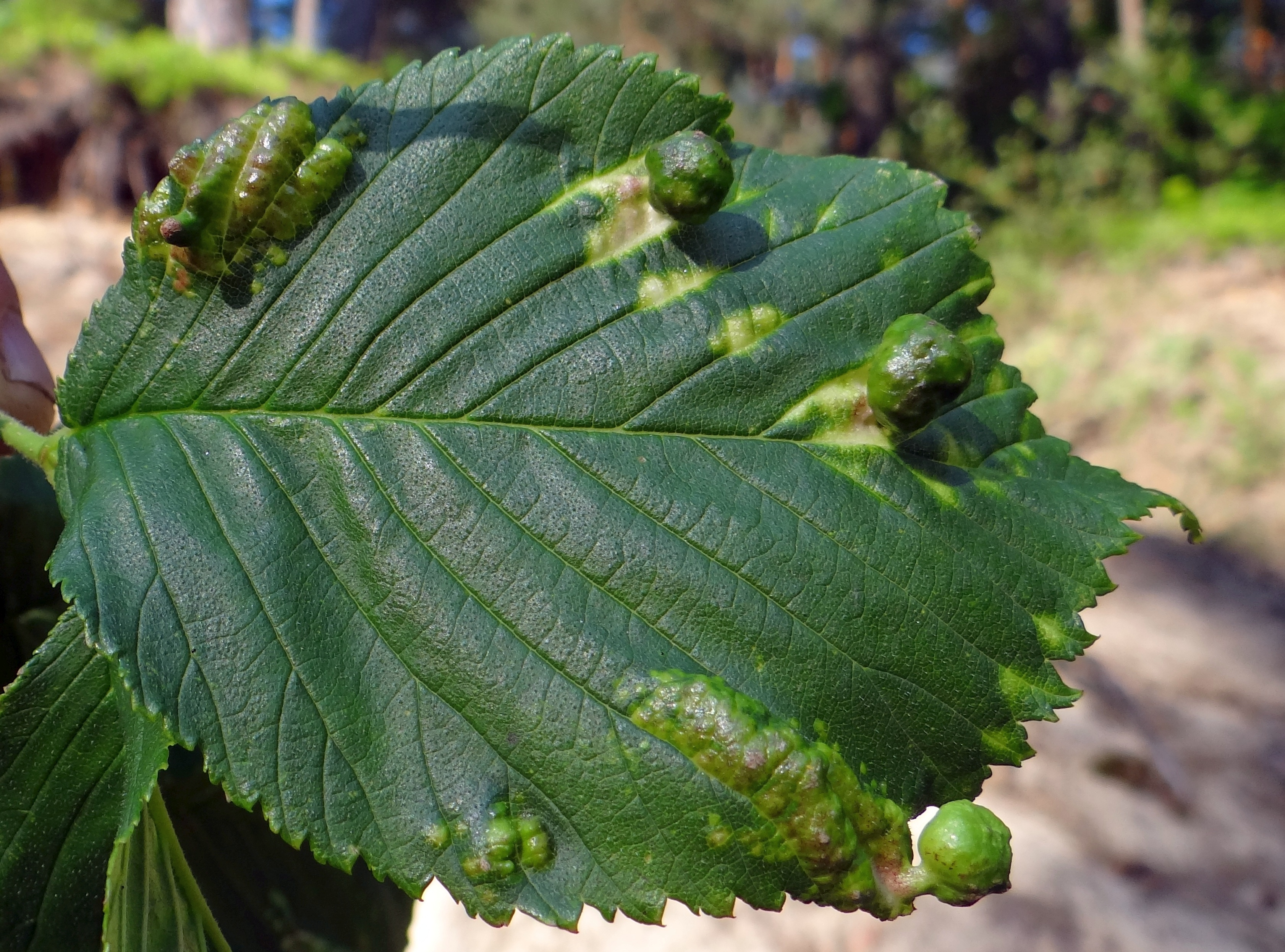
Galasy na liściu wiązu

## Szkodliwość i zwalczanie
Szkodliwość: W polskich badaniach stwierdzono, że na jednym wiązie przeciętnie od 26,5 do 36,8% liści miało galasy tego owada. Liście takie przedwcześnie obumierają i opadają.
Zwalczanie: Od momentu opadnięcia liści aż do wiosny wiązy opryskuje się preparatami olejowymi lub zoocydem o działaniu kontaktowym, najlepiej z grupy pyretroidów. W okresie wegetacyjnym zaleca się opryskiwanie insektycydami o działaniu układowym lub gazowym (np. Mospilan 20 SP).
Inne: Na wiązach występują jeszcze następujące mszyce: zdobniczka wiązowa (Tinocallis platani), bawełnica wiązowo-turzycowa (Colopha compressa), bawełnica wiązowo-porzeczkowa (Schizoneura ulmi), bawełnica wiązowo-gruszowa (Eriosoma lanuginosum). Bawełnica wiązowo-zbożowa występuje głównie na odmianie ‘Wredei’.